# Myotis schaubi
Myotis schaubi är en fladdermusart som beskrevs av Tivadar Kormos 1934. Myotis schaubi ingår i släktet Myotis och familjen läderlappar. IUCN kategoriserar arten globalt som otillräckligt studerad. Inga underarter finns listade i Catalogue of Life. Wilson & Reeder (2005) skiljer mellan två underarter.
Denna fladdermus förekommer i Armenien, Azerbajdzjan, östra Turkiet och nordvästra Iran. En avskild population finns i sydvästra Iran. Arten vistas främst i bergstrakter. Det antas att den lever i skogar och buskskogar. Individerna vilar i grottor, i bergssprickor och i byggnader. De jagar olika ryggradslösa djur.